# いもなます
いもなます（芋膾）は、芋を使った料理。
本項では長野県北信地方に伝わるいもなますと、江戸料理のいもなますの2種類について述べる。

## 長野県北信地方のいもなます

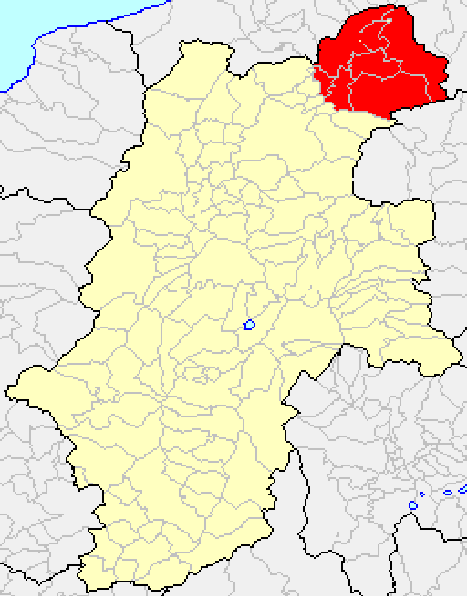
いもなますが伝わる北信地域（飯山市、中野市、下高井郡山ノ内町、木島平村、野沢温泉村、下水内郡栄村）。このほか須坂市などでも見られる。

長野県北信地方、飯山市などに伝わる郷土料理で、飯山市ではこれを市の選択無形民俗文化財に選択している。
千切りにして水にさらしたジャガイモを炒めて作る。冠婚葬祭のもてなしに、あるいは精進料理として供される。

### 調理法
出典による。
1. 皮をむいたジャガイモを千切りにし、水にさらしてデンプンを抜く。
  - 千切りの細さはマッチ棒程度。
  - 水にさらす時間は2時間ないし12時間程度。ときどき水を替える。デンプンを抜くと白く変色する。
2. 鍋に多めの油を引き、水気を取った1を炒める。イモが透明になったら酢・砂糖・塩を入れ、水気を飛ばす。
  - 炒め過ぎは本料理の特徴であるシャキシャキとした食感を失わせることになるため避ける。

味付けは醤油や唐辛子、カレー粉など家庭によって異なる。ニンジンを入れると彩りが良くなるが、葬儀の際は避ける。

## 江戸料理のいもなます
池波正太郎の小説『鬼平犯科帳』でも知られる江戸料理で、古くは戦国時代の料理書『武家調味故実』にも見える。蒸して皮をむいたサトイモの上に膾を載せて作る。

### 調理法
池波正太郎の江戸料理帳による。
1. 洗ったサトイモを皮のまま蒸し、柔らかくなったら皮をむく。
2. 魚（スズキなど）をさばいて細切りにし、塩をなじませ、水気をふき取り、調味料で味を付ける。
  - スズキのほかにコイやアユ、タイなども用いられる[12]。
3. 食器に盛り付け、針ショウガ・うま酢をかける。